# Влечение к смерти
Влече́ние к сме́рти, инсти́нкт сме́рти, или та́натос (от др.-греч. θάνατος «смерть») — понятие психоанализа, открытое как феномен Сабиной Шпильрейн и введённое в оборот Зигмундом Фрейдом. Фрейд затем концептуализирует понятие, которое служит в его работах для обозначения наличия в живом организме стремления к восстановлению первичного (неживого, неорганического) состояния. Противопоставляется влечению к жизни. В некоторых случаях отождествляется с агрессивным влечением или же энергией мортидо.

## Понятие «влечения» в психоанализе
Впервые понятие «влечения» Фрейд использовал в «Трёх очерках по теории сексуальности» (1905), при анализе сексуальных влечений и в дальнейшем обосновал его в работе «Влечения и их судьбы» (1915). Фрейд определил данное понятие следующим образом: «„Влечение“ воспринимается нами как понятие, которое находится на границе между душевным и физическим, является физическим представителем раздражений, которое берёт начало внутри тела и проникает в душу, становится своеобразным определителем работы, которую необходимо проделать психике благодаря её связи с физическим».
Согласно теории психоанализа, каждое влечение имеет цель, объект, источник. Целью влечения является удовлетворение, которое достигается путём максимально возможного уменьшения его напряжения. Объект влечения — такой объект, с помощью которого влечение достигает своей цели. Источник влечения — это процесс возбуждения в любом органе или части тела, который на психическом уровне проявляется собственно влечением.

## Классическая дуалистическая теория влечений З. Фрейда
Разработкой теории влечений Фрейд занимался на протяжении всей своей творческой жизни. Развитие его взглядов по данной проблеме отражено в ряде работ и позднее получило название первой и второй дуалистической теории влечений (драйвов). Влечение к смерти было сформулировано и включено в систему влечений только во второй дуальной теории.
- Первая дуалистическая теория влечений законченную формулировку получила в работе «Влечения и их судьбы» (1915). Инстинкт самосохранения, направленный на сохранение индивида, противопоставлялся половому влечению, направленному на сохранение вида. Однако в дальнейшем при исследовании проблем нарциссизма, мазохизма и агрессивности возник ряд противоречий, обусловленный данным противопоставлением влечений. Неудовлетворённость первой дуалистической теорией и возникший после 1920 г. интерес Фрейда к теме смерти, заставил его пересмотреть свои взгляды.
- Вторая дуалистическая теория влечений. Тема деструктивности и влечения к смерти неоднократно поднималась и обсуждалась в психоаналитической среде. Открытие самого деструктивного влечения принадлежит Сабине Шпильрейн. Сам термин «влечение к смерти» в работе «Деструкция как причина становления» в качестве концепта не фигурирует. Однако уже в дневниках, письмах и других документах он уже употребляется именно как концепт. Так, например, в дневнике С. Шпильрейн есть запись о том, что она пишет работу о «влечении к смерти». Фрейд лишь придал известность этому понятию. Толчком к развитию этой концепции влечения к смерти послужили: сама Сабина Шпильрейн, Альфред Адлер, Вильгельм Штекель, Карл Густав Юнг. Однако заслугой Фрейда является то, что он сумел объединить эти разрозненные взгляды в одну связную теорию. Основные положения второй дуалистической теории были сформулированы в работе «По ту сторону принципа удовольствия» (1920). Согласно новой теории влечение к смерти (агрессивность) противопоставлялось влечению к жизни, которое включало сексуальные инстинкты и инстинкты самосохранения. «Если мы примем как не допускающий исключения факт, — писал Фрейд, — что всё живущее вследствие внутренних причин умирает, возвращается к неорганическому, то мы можем сказать: целью всякой жизни является смерть, и обратно — неживое было раньше, чем живое… Некогда какими-то совершенно неизвестными силами пробуждены были в неодушевлённой материи свойства живого… Возникшее тогда в неживой перед тем материи напряжение стремилось уравновеситься: это было первое стремление возвратиться к неживому»

## Развитие теории влечения к смерти
Вторая дуалистическая теория не была признана большинством психоаналитиков при жизни Фрейда и не получила достаточного развития в трудах теоретиков психоанализа после смерти Фрейда.
Среди учеников Фрейда только Александер, Эйтингон и Ференци приняли идею влечения к смерти (Александер позднее изменил своё мнение). Впоследствии к ним присоединились П. Федерн, М. Кляйн, К. Меннингер, Г. Нюнберг и некоторые другие.
В своих работах Зигмунд Фрейд не использовал термин «танатос», а употреблял такие понятия, как «инстинкт смерти», «влечение к деструкции», «влечение к агрессии», «влечение к разрушению». Однако в разговоре с биографом Э. Джонсом он использовал слово «танатос». Впервые термин «танатос» использовал в рамках психоанализа Вильгельм Штекель, но широкое распространение в психоаналитической литературе термин получил благодаря Паулю Федерну.
Карл Меннингер в работе «Война с самим собой» (1938) рассмотрел различные формы саморазрушающего поведения, которые он разделил на собственно самоубийство, хроническое самоубийство (аскетизм, мученичество, неврастения, алкоголизм, антисоциальное поведение, психозы), локальное самоубийство (членовредительство, симуляция, полихирургия, преднамеренные несчастные случаи, импотенция и фригидность) и органическое самоубийство (соматические заболевания). В каждом из этих случаев Меннингер усматривал факт наличия влечения к смерти.
Мелани Кляйн использовала идею влечения к смерти, исследуя психическую динамику детского возраста. Согласно Кляйн, чувство тревоги обусловлено возникновением опасности, которой подвергает организм влечение к смерти. Действие влечения к смерти М. Кляин обнаруживала также в разнообразных детских конфликтах.
Любопытно, что идея влечения к смерти была хорошо воспринята в начале века русскими психоаналитиками (Н. Осиповым, Виноградовым, Гольцем). Достаточно положительно отнеслись к идее влечения к смерти Л. С. Выготский и А. Р. Лурия, которые написали предисловие к русскому переводу работы Фрейда «По ту сторону принципа удовольствия». Однако гонения на психоанализ, начавшиеся в СССР после 1928 года, надолго лишили перспективы серьёзного развития психоаналитических идей.

## Альтернативные точки зрения

### И. И. Мечников
И. И. Мечников в рамках развивавшейся им теории ортобиоза в работе «Этюды о природе человека» (1903 г.) ввёл термин «инстинкт смерти» или «инстинкт естественной смерти». Учёный утверждал, что при условии гармоничного, здорового течения жизнедеятельности инстинкт жизни имеет своё естественное угасание, и в период преклонной старости (после 70—80 лет) он сменяется инстинктом смерти, характеризующимся «удовлетворению уже отжитой жизнью и потребностью небытия». Такую смену векторов И. И. Мечников считал неким идеалом здорового и сбалансированного проживания жизни, который достигается далеко не каждым. Причину того, что инстинкт смерти не обнаруживается у человека повсеместно, учёный видел в ранней смертности, болезнях, дисгармонии инстинктов. В монографиях «Этюды о природе человека» и «Этюды оптимизма» И. Мечников постарался собрать отдельные примеры переживаний людей преклонного возраста в период проявления инстинкта смерти.

…Инстинкт смерти, очевидно, в потенциальной форме, гнездится в природе человеческой. Если бы цикл жизни людской следовал своему идеальному, физиологическому ходу, то инстинкт естественной смерти появлялся бы своевременно — после нормальной жизни и здоровой, продолжительной старости. Вероятно, этот инстинкт должен сопровождаться чудным ощущением, лучшим, чем все другие ощущения, которые мы способны испытывать. Быть может, тревожное искание цели человеческой жизни и есть не что иное, как проявление смутного стремления к ощущению наступления естественной смерти. В нём должно быть нечто сходное с неопределёнными чувствами молодых девственниц, предшествующими настоящей любви.— И.И. Мечников Этюды о природе человека. М., 1961. – с.231
Предположение И. И. Мечникова о положительных ощущениях, сопровождающих влечение к смерти, отчасти подтверждается в исследованиях переживаний людей, перенёсших клиническую смерть (т. н. околосмертные переживания).

### Жан Бодрийяр
В работе «Символический обмен и смерть» (1976 г.) Ж. Бодрийяр уделяет значительное внимание понятию «влечение к смерти». По мнению философа, радикальность фрейдовской идеи равна радикальности самой общественной системы, в определённый момент своего политического и экономического развития. Понятие «влечения к смерти» санкционирует собой определённую культуру смерти в обществе.
Если западноевропейская мысль по Ж. Бодрийяру развивалась либо в направлении отрицания и сублимирования смерти, либо в направлении её диалектизирования, то Фрейд, утверждая идею «влечения к смерти», отменяет эти пути. «Смерть впервые предстаёт как нерушимый принцип, противостоящий Эросу. И притом безотносительно к субъекту, классу или истории — это ни к чему не сводимая дуальность двух влечений, Эроса и Танатоса, в которой отчасти воскресает древнее манихейское видение мира как бесконечного противоборства двух влечений, Эроса и Танатоса…». Утверждая дуализм влечений, Фрейд очень глубоко порывает с христианской метафизикой Запада. Ж. Бодрийяр считает, что дуализм влечений отчётливо отражён в книге «По ту сторону принципа удовольствия», в то время как в «Неудовлетворённости культурой» у Фрейда он усматривает монистическую идею: «…Дуальность завершается циклом одного лишь влечения к смерти. Эрос теперь — не более чем огромный окольный путь, которым культура движется к смерти, подчиняющей всё своим целям» …".
В целом Ж. Бодрийяр рассматривает влечение к смерти не как объективную биологическую реальность, но как абстрактную идею, некий культурный феномен, «мысленную гипотезу», «рационализацию самой смерти», миф, метафору, отражающую фундаментальное устройство современной западной культуры. В этом он видит теоретическую ценность идеи «влечения к смерти» и в этом ракурсе предлагает подходить к пониманию данной категории — как к мифу, требующему своей интерпретации.

Эрос на службе у смерти, процесс культурной сублимации как длинный окольный путь к смерти, влечение к смерти, питающее собой репрессивное насилие и управляющее всей культурой как безжалостное сверх-Я, силы жизни, вписанные в навязчивое повторение, — всё это верно, но верно для нашей культуры, которая в попытке отменить смерть нагромождает мёртвое на мёртвое и которая одержима смертью как своей целью. Обо всём этом метафорически говорит сам термин «влечение», и этим он обозначает собой нынешнюю фазу развития системы политической экономии, когда закон ценности в своей структурной, наиболее террористической форме находит завершение в простом навязчивом воспроизводстве кода, когда закон ценности предстаёт как необратимая целевая установка наподобие влечения, как роковая судьба нашей культуры. Это стадия имманентной повторяемости одного и того же закона в каждый момент жизни. Стадия, когда система утыкается в свой предел и ей предстоит либо полная инвестиция смертью как своей объективной целью, либо полная субверсия влечением к смерти как процессом деконструкции. Обо всём этом одновременно и говорит метафора влечения к смерти — ибо влечение к смерти есть одновременно и система, и её двойник, в этом раздвоении она выделяет из себя радикальную контр-целенаправленность. Вот о чём рассказывает нам миф.— Жан Бодрийяр Символический обмен и смерть. – М,: Добросвет, 2000. - с.272-273
Ситуацию, когда влечение к смерти рассматривается как «объективный дискурс», Ж. Бодрийяр считает как не имеющую большой ценности. В этих условиях идея «влечения к смерти» интерпретируется лишь как один из моментов западной позитивистской науки, которая произвольно разделяет психологическое и биологическое, жизнь и смерть. Эта наука «в буквальном смысле вырабатывает и мёртвое, неживое как свой концептуальный объект, а отделённость смерти — как исходную аксиому, отправляясь от которой она получает возможность формулировать свои законы». Фрейд предпринял попытку «приручить смерть под знаком влечения к смерти», вписать её в общую систему психоанализа, в то время, как, по мнению Ж. Бодрийяра, в своей сути эта идея отменяет всё наработанное психоанализом.

На самом деле, если мы хотим сохранить всю радикальность идеи влечения к смерти, её следует трактовать вопреки Фрейду и психоанализу. Влечение к смерти должно пониматься как нечто противоположное позитивной научности разработанного Фрейдом психоаналитического аппарата. По отношению к нему это не заострённая формулировка, не радикальный вывод — это его изнанка, и психоаналитики, отвергшие данное понятие, в известном смысле были прозорливее тех, кто принял его по инерции, вслед за Фрейдом, не очень-то поняв, что он говорит. Действительно, влечение к смерти делает потенциально бесполезными, оставляет далеко позади все прежде наработанные психоаналитические подходы и концепции — экономику, энергетику, топику, даже и психику. И уж тем более, разумеется, — унаследованную из научной мифологии XIX века логику влечений, на которую оно само опирается… Принцип контр-целенаправленности, радикальная мысленная гипотеза — метаэкономическая, метапсихическая, метаэнергетическая, метапсихоаналитическая, — смерть (и влечение к ней) находится по ту сторону бессознательного, её следует отнять у психоанализа и обратить против него.— Жан Бодрийяр Символический обмен и смерть. – М,: Добросвет 2000, - С.274-275

## Современные концепции влечения к смерти
Среди современных глубинно-психологических концепций, которые не только опираются на теорию влечения З. Фрейда, но и предпринимают попытки существенного пересмотра и развития основных её идей, можно назвать «сводную формально-логическую модель психоаналитической теории влечений Либидо и Лета» Корделии Шмидт-Хеллерау. В работе «Влечение к жизни и влечение к смерти. Либидо и Лета» (1995) Шмидт-Хеллерау проводит фундаментальную ревизию фрейдовской метапсихологии и создаёт на её основе современную модель психики. С точки зрения автора, влечение — векторная величина, которая определяет направление влечения лишь в одну сторону. От этого направления оно может отклоняться, но никогда не может быть устремлено обратно, что исключает фрейдовское понимание влечения к смерти как «стремления к восстановлению прежнего состояния». Кроме того, нельзя определить наличие у влечения цели, так как это означает присутствие у него некой «памяти». Но «память» имеется лишь на уровне структур, которые не являются влечениями. По мнению Шмидт-Хеллерау, влечение к смерти не тождественно деструктивному влечению, которое представляет собой комплекс, включающий влечения и вытеснения, элементы влечения, восприятия и двигательной разрядки. Также она предлагает отказаться от понятия «агрессивное влечение», рассматривая агрессию как аффективный акт или аффект, связанный с самосохранением или сексуальностью.
Шмидт-Хеллерау приходит к выводу об интровертивном характере влечения к смерти, подразумевающем бездействие. Влечение к смерти исподволь способствует вытеснению активного влечения к жизни и тем самым вносит свою лепту в процесс поддержания организменного баланса. Исходя из пассивного характера влечения к смерти, энергию этого влечения Шмидт-Хеллерау предлагает назвать Летой, подчеркивая в этом мифологическом образе присутствие забвения (вытеснения) и обращённость влечения вовнутрь, в сторону бессознательного.